# TT316
La tombe thébaine TT 316 est située à Deir el-Bahari, dans la nécropole thébaine, située sur la rive ouest du Nil en face de Louxor.
La tombe est le lieu de sépulture de Néferhotep, chef des archers vers le début du Moyen Empire.